# Mythimna vuattouxi
Mythimna vuattouxi är en fjärilsart som beskrevs av François Louis Nompar de Caumont de Laporte 1973. Mythimna vuattouxi ingår i släktet Mythimna och familjen nattflyn. Inga underarter finns listade i Catalogue of Life.